# Architektura romańska w Niemczech

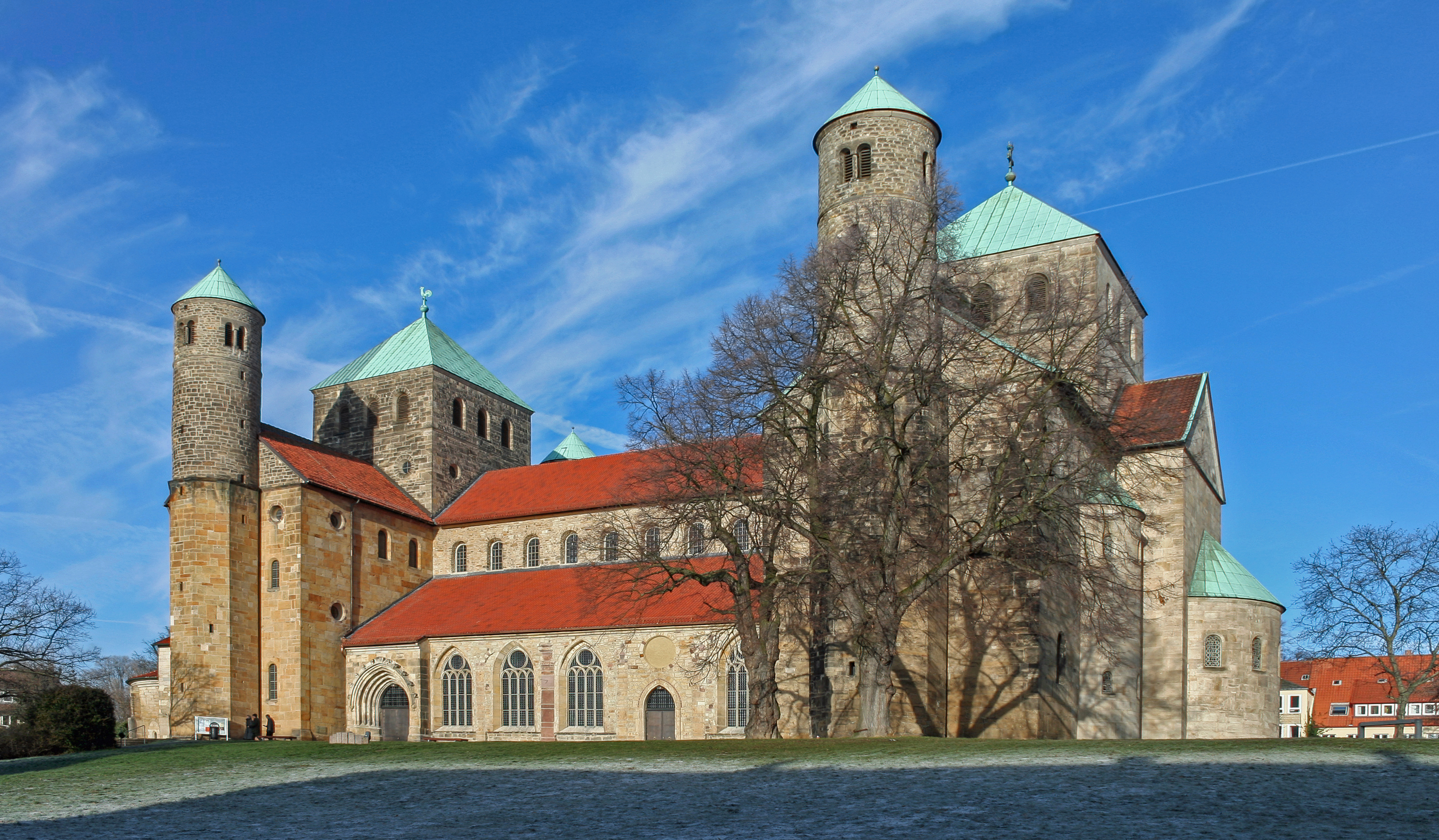
Hildesheim – bazylika Sankt Michael

Kościół w opactwie Maria Laach

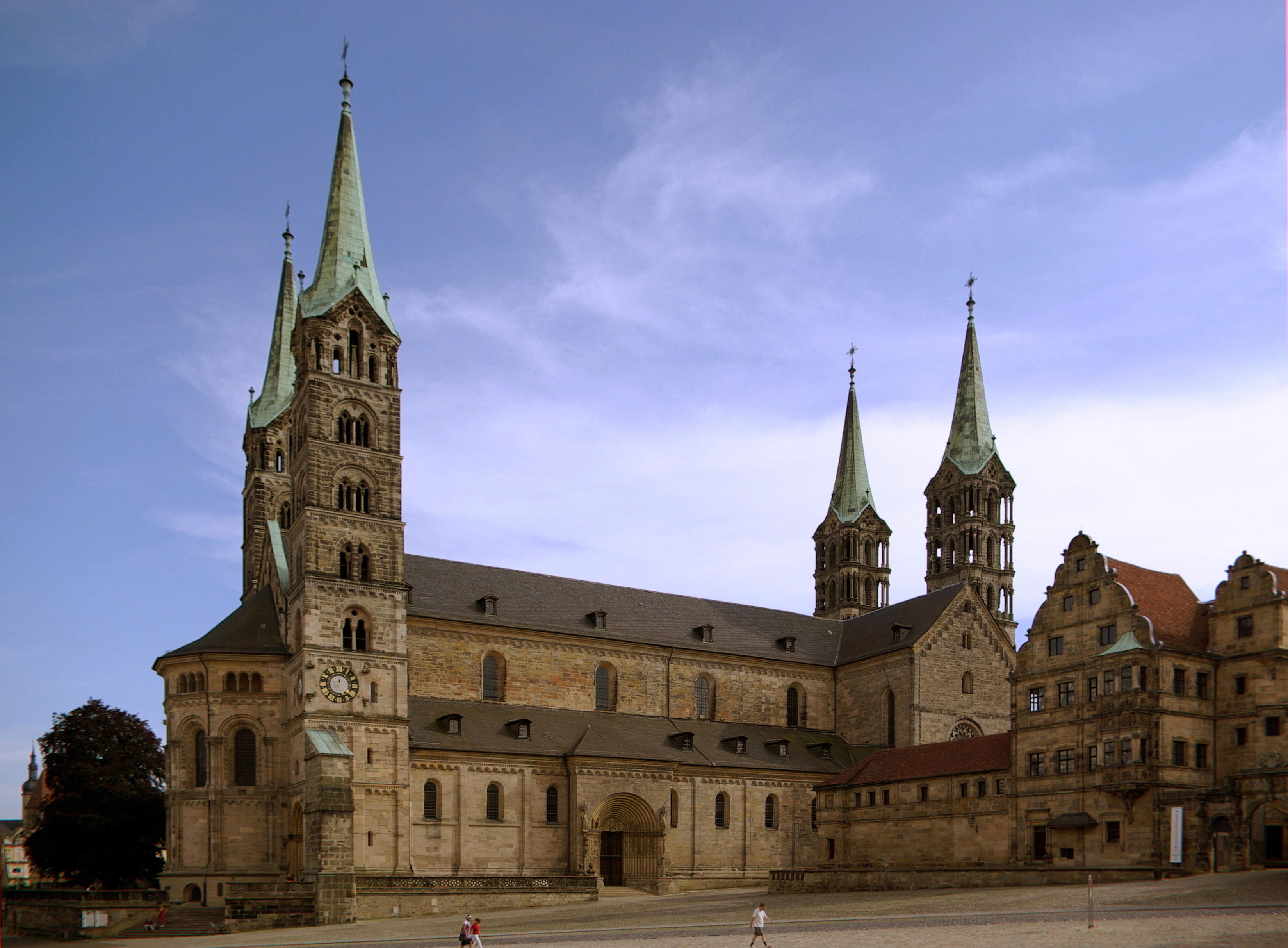
Bamberg – katedra

W architekturze romańskiej w Niemczech widoczna jest kontynuacja wcześniejszych wzorów architektury karolińskiej. Częściej niż w innych państwach Europy Zachodniej budowane są kościoły o układzie centralnym (np. kaplica w Schwarzrheindorf koło Bonn z 1151), ale i tutaj przeważają budowle bazylikowe, najczęściej kryte drewnianymi, płaskimi stropami, zazwyczaj bogato zdobione polichromią. Wnętrze dzielone jest na nawy przy pomocy kolumn o monolitycznych, kamiennych trzonach ustawionych pomiędzy z masywnymi filarami. Po raz pierwszy to rozwiązanie zastosowano w Saksonii, w budowanym od 961 r. kościele Sankt Cyriakus w Gernrode (kolumny ustawiono na przemian z filarami). Rytm ten powtarzano w zróżnicowany sposób (najczęściej można spotkać ustawienie: filar – dwie kolumny – filar) w budowanych później świątyniach. Częstym rozwiązaniem jest zastosowanie dwóch absyd na zakończeniu nawy głównej oraz dwóch transeptów. Czasami w grubości murów dobudowywano mniejsze apsydiole, lub stawiano dodatkowe absydy na zakończeniach ramion transeptu albo przy prezbiterium. Charakterystyczną cechą niemieckich kościołów są wysokie wieże stawiane nad skrzyżowaniem naw, chórem zachodnim i parami na krańcach budowli. Przy zastosowaniu dwóch absyd i podwójnego transeptu wejście do kościoła umieszczano w elewacji bocznej. Fasady zdobią arkadowe fryzy i galerie, oprócz nich pojawiają się także posągi przedstawiające świętych i apostołów.
Do znanych zabytków należą:
- Hildesheim (Dolna Saksonia):
- bazylika Sankt Michael (św. Michała), zbudowana jako kościół klasztoru benedyktyńskiego w latach 1010–1033 jako trójnawowa bazylika z dwoma chórami i dwoma transeptami. Do budowli na zakończeniu transeptów przylegają ośmiokątne wieżyczki schodowe. Nad skrzyżowaniem nawy głównej z transeptami umieszczono masywne wieże zbudowane na planie kwadratu. Wnętrze na nawy dzieli rząd filarów i kolumn w rytmie: filar – dwie kolumny – filar. Ich kostkowe głowice w latach 1162–1186 ozdobiono płaskorzeźbą. Na zakończeniach naw od strony wschodniej umieszczono półkoliste absydy. Płaskie stropy zostały ok. 1240 r. pokryte polichromią.
- katedra – jednonawowa z transeptem i dwiema masywnymi wieżami od frontu,
- kościół Sankt Godehardt (św. Gotarda) – trójnawowa bazylika z XII wieku, przekryta płaskim, polichromowanym stropem. Chór zachodni flankują dwie masywne wieże. Wokół prezbiterium, na przedłużeniu naw bocznych, zbudowano obejście z trzema niewielkimi absydami.
- Westfalia – katedra w Soest, bazylikowy kościół XII wieku z ogromną wieżą nad wejściem
- Karyntia – katedra w Gurk z XII wieku, trójnawowa z przedłużonymi nawami bocznymi poza przecięcie się ich z krótkim, schowanym w bryle budynku, transeptem. Nawy zakończone są absydami, a portal wejściowy flankują dwie kwadratowe wieże.
- Frankonia:
  - Hirsau, kościół św. Aurelego z XI wieku – trójnawowa bazylika z krótkim transeptem. Nawy boczne przedłużono wzdłuż prezbiterium, które kończy duża absyda. Nawy boczne przykryto sklepieniami krzyżowymi, główną i transept płaskim stropem. Wejście flankują dwie masywne wieże.
  - katedra w Spirze (Speyer), budowana od ok. 1030 do 1061 – trójnawowa bazylika o nawach przykrytych sklepieniami krzyżowymi (początkowo kościół przykryty był płaskim stropem, sklepienia pochodzą z ok. 1090) i przeciętych transeptem. Kościół koronacyjny królów niemieckich. Pod wschodnią częścią kościoła znajduje się królewska krypta. Prezbiterium zakończone absydą. Nad skrzyżowaniem nawy głównej z transeptem umieszczono ośmiokątną wieżę przykrytą kopułą. Cztery wieże schodowe umieszczono po stronie wschodniej i zachodniej. Kościół spłonął w XVII wieku. Po pożarze odbudowany w XIX wieku w stylu romańskim. Podczas odbudowy dodano masywny przedsionek od strony zachodniej.
  - katedra w Wormacji – z XII wieku, dwuchórowa, trójnawowa, z transeptem z sześcioma wieżami (dwie ośmiokątne nad skrzyżowaniem naw i chórem zachodnim oraz cztery okrągłe rozmieszczone parami po stronie wschodniej i zachodniej kościoła). Nawy i transept przekryto sklepieniami krzyżowymi. Chór zachodni kończy wieloboczna absyda. Od strony wschodniej płytka absyda jest częściowo ukryta w bryle budynku. Do prezbiterium przylegają dwa pomieszczenia (zakrystie).
  - katedra w Moguncji zbudowana na przełomie X – XI wieku (katedra konsekrowana w 1009 r., spłonęła w dniu konsekracji; odbudowana w 1036, spłonęła ponownie. Odbudowana została w latach ok. 1100–1137). Trójnawowa bazylika z dwoma transeptami i dwoma chórami zakończonymi absydami. Ośmiokątne wieże umieszczono nad skrzyżowaniami nawy głównej z transeptami, mniejsze wieloboczne wieże umieszczono parami na krańcach budowli.
- Limburg an der Lahn – trójnawowa katedra z krótkim transeptem. Nawy boczne przykryte są sklepieniami krzyżowymi, a główna – sklepieniem podzielonym na sześć części. Przęsła kończące transepty przykryto sklepieniem podzielonym na siedem części. Nad skrzyżowaniem nawy z transeptem umieszczono ośmioboczną wieżę, cztery wieże na planie kwadratu rozmieszczono parami przy transepcie i wejściu od strony zachodniej. Malowniczości bryle dodaje jej usytuowanie – na skraju urwiska.
- Lotaryngia – Opactwo w Maria Laach, budowane od 1093 do ok. 1170 (kościół), 1220–1230 dobudowano atrium). Kościół należący do benedyktyńskiego opactwa to trójnawowa bazylika o 6 wieżach: dwie masywne nad skrzyżowaniem naw i cztery smuklejsze przy transepcie zachodnim i absydzie wschodniej. Bryłę budowli przecinają dwa transepty, a nawę główną kończą absydy. Od strony zachodniej kościół poprzedza atrium, w obrębie którego znajduje się absyda bazyliki. Elewacje zdobią arkadkowe fryzy i lizeny.
- Nadrenia – Kolonia:
  - kościół Sankt Maria im. Kapitol – budowany od ok. 1015 na planie trójliścia (część wschodnia) przedłużonego w części zachodniej bazylikowym korpusem podzielonym na trzy nawy. Nawy boczne wraz z nawami rozmieszczonymi wokół absyd nawy poprzecznej i absydy chóru tworzą obejście wokół kościoła. Nad nimi umieszczono empory, także tworzące obejście wewnątrz budowli.
  - kościół Sankt Aposteln na Kapitolu, zbudowany pod koniec XII wieku na podobnym planie jak kościół Sankt Maria im. Kapitol. Zamiast obejścia, w grubości muru umieszczono tylko wąską galerię. Od frontu, nad skrzyżowaniem naw i po bokach absydy prezbiterium zbudowano smukłe wieże.
  - kościół św. Gereona, zbudowany został na planie wydłużonego dziesięcioboku (pozostałości budowli z okresu starożytnego Rzymu). W grubości murów umieszczono półokrągłe nisze. Do tej centralnej budowli dodano trójprzęsłowe prezbiterium zakończone absydą.
  - kościół św. Pantaleona
- budowle świeckie:
  - fragmenty fortyfikacji we Friesach (Karyntia) i w Norymberdze
  - fragmenty rezydencji w Goslar, Dankwarderone w Brunszwiku, w Wartburgu.

## Literatura
- Sztuka Świata – t. 3, Praca zbiorowa, Wydawnictwo „Arkady”, 1999 r.
- Historia architektury dla wszystkich – Tadeusz Broniewski, Wydawnictwo Ossolineum, 1990 r.
- David Watkin, Historia architektury zachodniej, Wydawnictwo „Arkady” 2006 r. ISBN 83-213-4178-0